# Canton d'Isigny-sur-Mer
Pour les articles homonymes, voir Isigny.
Le canton d'Isigny-sur-Mer est une ancienne division administrative française située dans le département du Calvados et la région Basse-Normandie.

## Géographie
Ce canton était organisé autour d'Isigny-sur-Mer dans l'arrondissement de Bayeux. Son altitude variait de 0 m (La Cambe) à 85 m (Sainte-Marguerite-d'Elle) pour une altitude moyenne de 33 m.

## Histoire
Le canton a été supprimé lors du redécoupage cantonal de 2014. Il est rattaché au canton de Trévières.

## Représentation

### Conseillers généraux de 1833 à 2015
| Période           | Période          | Identité                                        | Étiquette                | Qualité |
| ----------------- | ---------------- | ----------------------------------------------- | ------------------------ | --- |
| 1833              | 1842             | Louis Jean Gabriel de Béchevel                  |                          | Ancien percepteur à Isigny, propriétaire à La Folie, maire de Fontenay, élu dans le canton de Tilly-sur-Seulles  |
| 1842              | 1848             | Édouard Alexandre Le Chartier (1805-1862)       |                          | Négociant, maire d'Isigny, conseiller d'arrondissement                                                           |
| 1848              | 1850 (démission) | M. Lenormand                                    |                          | Négociant |
| 1850              | 1862 (décès)     | Édouard Alexandre Le Chartier                   |                          | Ancien maire d'Isigny                                                                                            |
| 1863              | 1871             | Léon Charles de Vilade (1817-1890)              |                          | Juge au tribunal civil de Bayeux                                                                                 |
| 1871              | 1879 (démission) | Louis Langlois                                  | Républicain              | Conseiller municipal de Caen, nommé conseiller de préfecture en 1879                                             |
| 1879              | 1894 (décès)     | Lucien Pilet des Jardins,                       | Républicain              | Conseiller à la cour d'appel de Paris, propriétaire au Molay                                                     |
| 1894              | 1902 (décès)     | Émile Demagny (1856-1902)                       | Républicain              | Ministre plénipotentiaire, conseiller d'État, secrétaire général du ministère de l'Intérieur, Isigny             |
| 1903              | 1904             | François Demagny (1828-1912, père du précédent) | Républicain              | Maire d'Isigny (1878-1886 et 1902), ancien conseiller d'arrondissement                                           |
| 1904              | 1918 (décès)     | Arthur Le Duc                                   | Républicain              | Ancien avocat à la cour d'appel de Caen, sculpteur, maire d' Asnières                                            |
| 1918              | 1919             | siège vacant                                    |                          | |
| 1919              | 1928             | Charles Boutrois                                |                          | Docteur en médecine, maire d'Isigny-sur-Mer (1924-?)                                                             |
| 1928              | 1940             | Eugène Hommet                                   | RG                       | Propriétaire, maire d'Isigny-sur-Mer                                                                             |
|                   |                  |                                                 |                          | |
| 1943              | 1945             | Léon Gouye (1913-1980)                          |                          | Marin-pêcheur, maire de Grandcamp-les-Bains, nommé conseiller départemental en 1943                              |
|                   |                  |                                                 |                          | |
| 1945              | 1946 (démission) | Philippe Kieffer                                | France combattante (MRP) | Commandant, Compagnon de la Libération, conseiller municipal de Grandcamp-les-Bains                              |
| 20 août 1946      | 1947 (décès)     | Raoul Belhache (1890-1947)                      | Républicain              | Agriculteur herbager, maire d'Osmanville                                                                         |
| 28 septembre 1947 | 1976             | Marcel Destors (1901-1986)                      | RPF puis DVD             | Ingénieur agronome, expert agricole et foncier, maire délégué de Maisy                                           |
| 1976              | 2001             | André Rauline                                   | DVD                      | Agriculteur, maire de Géfosse-Fontenay                                                                           |
| 2001              | 2002             | Jean-Marc Lefranc                               | UDF puis UMP             | Ancien menuisier-charpentier, député (2002-2012), ancien maire de Grandcamp-Maisy (1989-2001)                    |
| 2002              | 2015             | Louis Lelong                                    | UMP puis UDI             | Directeur d'agence bancaire, maire de Castilly, président de la communauté de communes Isigny Grandcamp Intercom |

Le canton participait à l'élection du député de la cinquième circonscription du Calvados.

### Conseillers d'arrondissement (de 1833 à 1940)
Le canton d'Isigny avait deux conseillers d'arrondissement.
| Période                                  | Période          | Identité                              | Étiquette                              | Qualité |
| ---------------------------------------- | ---------------- | ------------------------------------- | -------------------------------------- | --- |
| 1833                                     | 1845             | Édouard Alexandre Lechartier          |                                        | Maire d'Isigny |
| 1833                                     | 1844 (décès)     | Frédéric Pophillat ainé (1786-1844)   |                                        | Propriétaire, maire de Lison |
| 1845                                     | 1871             | François Belliard-Delisle (1812-1895) |                                        | Avocat, propriétaire à Isigny |
| 1845                                     | 1848             | Cyrus Pophillat (1801-1858)           |                                        | Propriétaire à Lison, greffier de la justice de paix à Isigny                                                                                           |
| 1848                                     | 1855             | M. Jouet                              |                                        | Médecin à Isigny |
| 1855                                     | 1867             | M. de Béchevel                        | Bonapartiste                           | Avocat à Rouen, chef de cabinet du préfet de Seine-Inférieure                                                                                           |
| 1867                                     | 1871             | M. Marie                              |                                        | Juge de paix à Isigny |
| 1871                                     | 1903 (décès)     | Edmond Pagny (1824-1903)              |                                        | Fabricant de chaux, maire de Cartigny-l'Épinay |
| 1871                                     | 1892             | Pierre Le Petit (1822-1899)           |                                        | Propriétaire agriculteur à Deux-Jumeaux |
| 1892                                     | 1902 (démission) | François-Jacques Demagny (1828-1912)  | Républicain                            | Négociant, maire d'Isigny |
| 1902                                     | 1919             | Gustave Hue                           | Républicain                            | Propriétaire cultivateur à Géfosse-Fontenay, président du conseil d'arrondissement                                                                      |
| 1904                                     | 1913             | Georges Gibert                        | Républicain                            | Propriétaire du château du Neubourg à Saint-Marcouf |
| 1913                                     | 1919             | André Galliot (1881-1956)             |                                        | Propriétaire, industriel, maire de Lison |
| 1919                                     | 1931             | Eugène Lecoustour                     |                                        | Agent-voyer en retraite à Torigni-sur-Vire |
| 1919                                     | 1931             | Jean Burnel                           |                                        | Maire de Lison |
| 1931                                     | 1940             | Félix Brohier                         | Union républicaine démocratique (URD). | Conseiller municipal d'Isigny-sur-Mer, président du comice agricole, président de la Coopérative d'Isigny, médaillé militaire (sept 1914), agriculteur. |
| 1925                                     | 1940             | Charles Bouland                       | URD puis PSF                           | Agent d'affaires à Isigny |
| 1937                                     | 1940             | Maurice Cornière (1895-1978)          | URD puis PSF                           | Agriculteur à Grandcamp-les-Bains |
| 1940                                     |                  |                                       |                                        | Les conseils d'arrondissement ont été suspendus par la loi du 12 octobre 1940 et n'ont jamais été réactivés                                             |
| Les données manquantes sont à compléter. |                  |                                       |                                        | |

## Composition

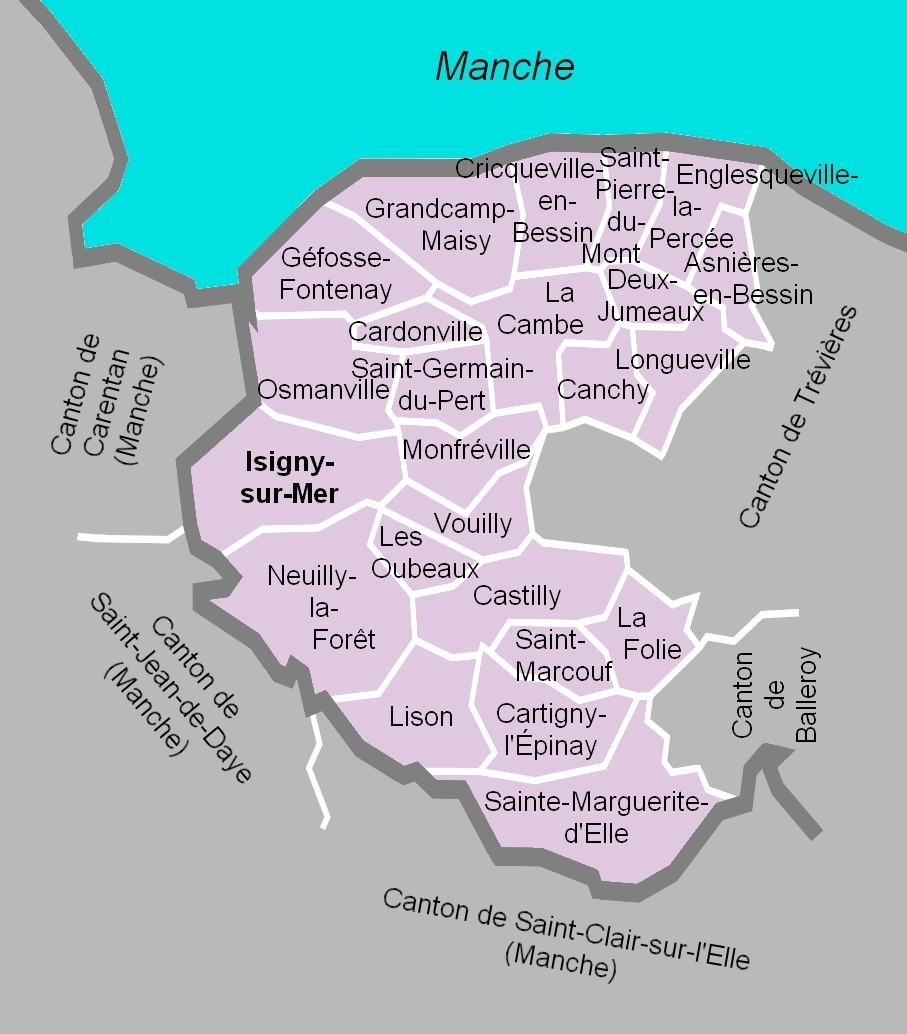
La carte des communes du canton. Les cantons limitrophes étaient ceux de Trévières, de Balleroy, de Saint-Clair-sur-l'Elle, de Saint-Jean-de-Daye et de de Carentan.

Le canton d'Isigny-sur-Mer comptait 10 172 habitants en 2012 (population municipale) et regroupait vingt-quatre communes :
- Asnières-en-Bessin ;
- La Cambe ;
- Canchy ;
- Cardonville ;
- Cartigny-l'Épinay ;
- Castilly ;
- Cricqueville-en-Bessin ;
- Deux-Jumeaux ;
- Englesqueville-la-Percée ;
- La Folie ;
- Géfosse-Fontenay ;
- Grandcamp-Maisy ;
- Isigny-sur-Mer ;
- Lison ;
- Longueville ;
- Monfréville ;
- Neuilly-la-Forêt ;
- Osmanville ;
- Les Oubeaux ;
- Saint-Germain-du-Pert ;
- Saint-Marcouf ;
- Sainte-Marguerite-d'Elle ;
- Saint-Pierre-du-Mont ;
- Vouilly.

À la suite du redécoupage des cantons pour 2015, toutes les communes sont rattachées au nouveau canton de Trévières.

### Anciennes communes
Les anciennes communes suivantes étaient incluses dans le canton d'Isigny-sur-Mer :
- L'Étamville, absorbée en 1824 par Grandcamp.
- La Haye-Piquenot, Notre-Dame-de-Blagny et Rieu, absorbées en 1831 par Baynes.
- Fontenay, absorbée en 1861 par Géfosse, la commune prenant alors le nom de Géfosse-Fontenay.
- Saint-Clément, absorbée en 1862 par Osmanville.
- Mestry, absorbée en 1965 par Castilly.
- Baynes, absorbée en 1965 par Sainte-Marguerite-d'Elle. Sainte-Marguerite d'Elle était appelé jusqu'en 1826 L'Épinay-Tesson, puis Cartigny-Tesson jusqu'en 1846.
- Maisy, associée en 1972 à Grandcamp-les-Bains, qui devient dès lors Grancamp-Maisy. La fusion devient totale en 1993.

## Démographie
| 1962   | 1968   | 1975   | 1982   | 1990   | 1999  | 2006  | 2011   | 2012   |
| ------ | ------ | ------ | ------ | ------ | ----- | ----- | ------ | ------ |
| 12 318 | 11 903 | 10 974 | 10 423 | 10 207 | 9 935 | 9 992 | 10 167 | 10 172 |